# Yelandūr
Yelandūr är en ort i Indien.   Den ligger i distriktet Chamrajnagar och delstaten Karnataka, i den södra delen av landet, 1 800 km söder om huvudstaden New Delhi. Yelandūr ligger 664 meter över havet och antalet invånare är 8 901.
Terrängen runt Yelandūr är platt, och sluttar norrut. Runt Yelandūr är det tätbefolkat, med 319 invånare per kvadratkilometer. Närmaste större samhälle är Kollegāl, 14,9 km nordost om Yelandūr. Omgivningarna runt Yelandūr är en mosaik av jordbruksmark och naturlig växtlighet.